# Radostín (Havlíčkův Brod)
Radostín è un comune della Repubblica Ceca facente parte del distretto di Havlíčkův Brod, nella regione di Vysočina.